# Alexander Nanau
Alexander Nanau (* 18. Mai 1979 in Bukarest) ist ein deutsch-rumänischer Regisseur, Kameramann, Drehbuchautor und Dokumentarfilmer.

## Leben
Nanau verbrachte die ersten Jahre seiner Kindheit in Rumänien. Der deutschen Minderheit angehörig, kam er 1990 mit seinen Eltern nach Deutschland. In Berlin studierte er Filmregie an der Film- und Fernsehakademie. Sein erster Dokumentarfilm war 2006 Peter Zadek inszeniert Peer Gynt, in dem der Inszenierungsprozess von Peter Zadek und seiner Crew gezeigt wird. 2009 folgte Lumea văzută de Ion B. Der Film über einen obdachlosen Künstler wurde 2010 mit dem International Emmy Award ausgezeichnet. 2014 verwirklichte Nanau Toto și surorile lui. Der Film über drei Roma-Geschwister war für den Europäischen Filmpreis 2015 nominiert und wurde bei den Internationalen Filmfestspielen von Cannes 2016 mit dem Prix France Culture Cinéma ausgezeichnet. Mit seinem Dokumentarfilm Kollektiv – Korruption tötet, bei dem er für Regie, Drehbuch, Kamera, Schnitt und Produktion verantwortlich zeichnete, gewann er den Wettbewerb Internationaler Dokumentarfilm beim 15. Zurich Film Festival 2019. 2020 wurde Colectiv mit dem Europäischen Filmpreis ausgezeichnet und wurde Rumäniens Oscarbeitrag. Der Film wurde für zwei Oscars, Kategorie Bester Internationaler Film und Bester Dokumentarfilm, nominiert.
Im Sommer 2021 wurde Nanau Mitglied der Academy of Motion Picture Arts and Sciences. Im selben Jahr wurde er in die Wettbewerbsjury der 78. Filmfestspiele von Venedig berufen.

## Filmografie (Auswahl)
- 2005: Peter Zadek inszeniert Peer Gynt
- 2009: Lumea văzută de Ion B. (The World According to Ion B.)
- 2014: Toto și surorile lui (Toto And His Sisters)
- 2017: Meister der Träume (Nothingwood) – Kameramann
- 2019: Kollektiv – Korruption tötet (Colectiv)
- 2024: L'homme aux mille visages – Kameramann